# President de la República Àrab Sahrauí Democràtica
El president de la República Àrab Sahrauí Democràtica és el cap d'estat de la República Àrab Sahrauí Democràtica (RASD), un govern en l'exili assentat en els campaments de refugiats sahrauís de Tinduf, Algèria. Des de la declaració d'independència el 27 de febrer de 1976 fins a agost de 1982, el cap d'estat de la RASD va ser conegut com a President de Consell Revolucionari. El nom actual de President de la RASD va ser establert l'agost de 1982, després d'un canvi en la constitució feta pel cinquè congrés general de l'Front Polisario, on el lloc seria encarregat pel secretari general del Polisario. El primer president va ser El Uali Mustafa Sayed, des el 29 de febrer de 1976 fins a la seva mort el 9 de juny de 1976. El president que més ha durat en el càrrec ha estat Mohamed Abdelaziz, amb 39 anys i 275 dies.
Els poders de la presidència són amplis i han estat subjectes a modificacions en diverses esmenes constitucionals, l'última ocorreguda l'any 1995.

## Llista de presidents
| President                | Inici          | Fi             | Partit    |
| ------------------------ | -------------- | -------------- | --------- |
| El Uali Mustafa Sayed    | 29 febrer 1976 | 9 juny 1976    | POLISARIO |
| Mahfoud Ali Beiba Interí | 9 juny 1976    | 30 agost 1976  | POLISARIO |
| Mohamed Abdelaziz        | 30 agost 1976  | 31 maig 2016   | POLISARIO |
| Khatri Addouh Interí     | 31 maig 2016   | 12 juliol 2016 | POLISARIO |
| Brahim Gali              | 12 juliol 2016 | En el càrrec   | POLISARIO |